# Lecteur Iomega Ditto
Pour les articles homonymes, voir Dito.
 (juin 2015).
Si vous disposez d'ouvrages ou d'articles de référence ou si vous connaissez des sites web de qualité traitant du thème abordé ici, merci de compléter l'article en donnant les références utiles à sa vérifiabilité et en les liant à la section « Notes et références ».

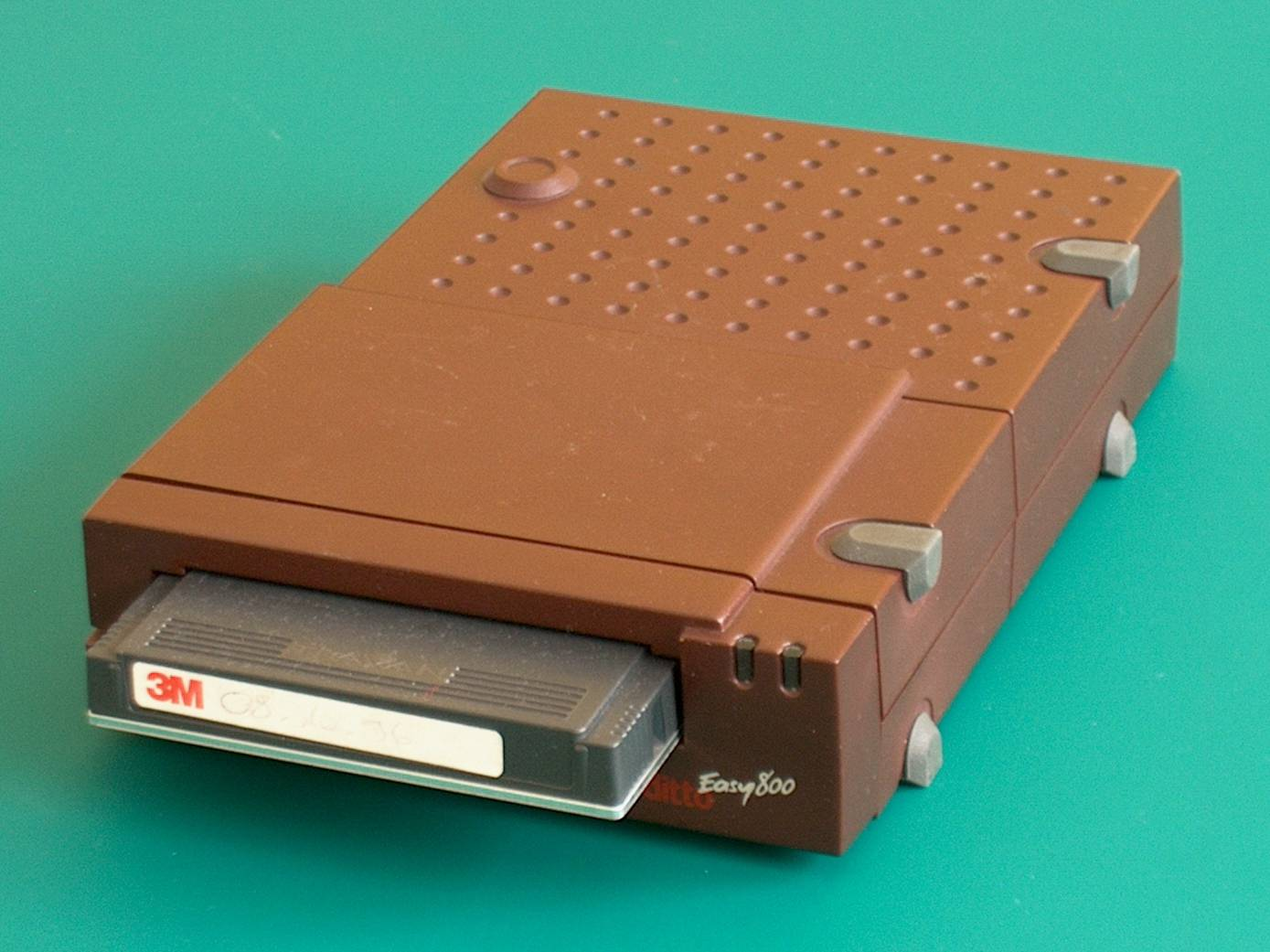
lecteur Ditto

Les lecteurs de bandes magnétiques Ditto furent commercialisés par Iomega dans les années 1990. Ils étaient disponibles en externe ou en interne, baie de 5,25 pouces. D'une capacité initiale de 250 Mo, le format évolua jusqu'aux 10 Go (compressés). La compatibilité ascendante était mal assurée et il ne se connectaient qu'au port parallèle d'un ordinateur.